# Louis Énault
Pour les articles homonymes, voir Énault.
Louis Énault, né à Isigny-sur-Mer le 1er novembre 1820 et mort à Paris le 28 mars 1900, est un journaliste et romancier français.

## Biographie
Avocat de formation, après des études de droit à Paris,  ses liens avec le parti légitimiste lui valent d'être arrêté après les journées de juin 1848. Libéré, il visite le Nord de l’Europe et le pourtour méditerranéen. En 1850, il visite la Ligurie et en particulier Gênes, et en donne une grande description du centre historique dans son journal de voyage Brève vision hivernale d'un voyageur normand.
Reçu, à son retour en France en 1851, docteur ès lettres à l’université de Caen, avec une thèse sur Eschyle, il fait ensuite carrière dans le journalisme en publiant essentiellement dans divers journaux, dont la Vie à la campagne, au Nord (publié en Belgique), au Constitutionnel et à la Gazette, Le Figaro, L'Illustration, des articles de critique littéraire et artistique. 
Alternant entre ses activités d’auteur et de traducteur, l’intense et très fructueuse collaboration qu'il a entretenue avec Gustave Doré a donné lieu, en 1876 chez Hachette, à un ouvrage illustré sur le Londres de la révolution industrielle, volume comprenant plus de 170 xylographies appréciées pour leur surprenant réalisme, tant sur le plan textuel que graphique, où il compare l’architecture de Londres et les monuments néoclassiques de La Valette qu'il a visités lors de voyages sur les traces des croisés français.
Parmi ses principales traductions en français, on relève La Case de l’oncle Tom d’Harriet Beecher Stowe et Werther de Goethe. Célèbre en son temps mais tombé dans l’oubli avant sa mort, il est cité en exemple par Jules Romains de l'écrivain qui a connu la notoriété et même la gloire, et dont le nom n'évoque rien pour la jeune génération. Il a également utilisé le pseudonyme de « Louis de Vernon ».

## Principales publications
- Eschyle (1851)

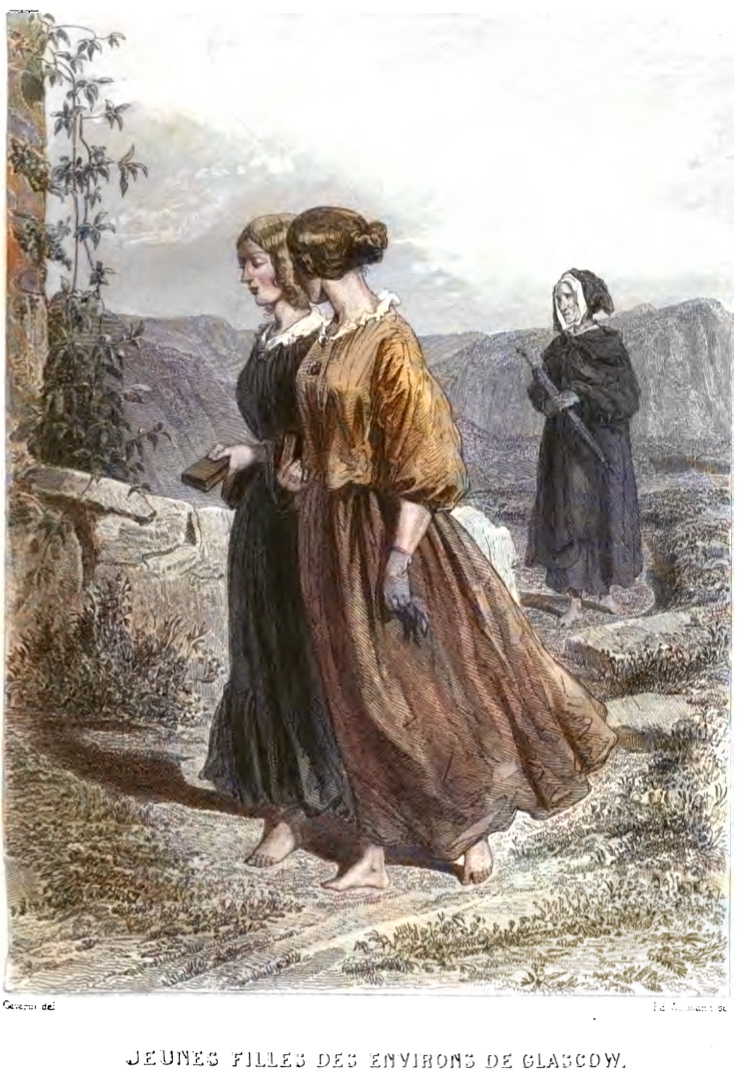
Jeunes filles des environs de Glasgow, illustration de Gavarni pour Angleterre, Écosse, Irlande, voyage pittoresque (1859).

- Promenades en Belgique et sur les bords du Rhin (1852)
- Le Salon de 1852 (1852)
- Le Salon de 1853 (1853)
- La Terre-Sainte, voyage des quarante pèlerins en 1853 (1854) Texte en ligne
- Constantinople et la Turquie, tableau de l'Empire ottoman (1855) lire en ligne
- Mémoires et correspondance de madame d'Épinay, précédées d'une étude sur sa vie et ses œuvres (1855) Texte en ligne
- De Paris à Caen (1856)
- La Norvège (1857)
- La Rose blanche (1857)
- Christine (1858)
- Les Îles Hébrides (1858)
- La Rose blanche. Frère Jean. Les Amours de Chiffonnette (1858) lire en ligne
- La Vierge du Liban (1858)
- Angleterre, Écosse, Irlande, voyage pittoresque (1859)
- De Paris à Cherbourg, itinéraire historique et descriptif (1859)
- Nadèje (1859)
- Alba (1860) lire en ligne
- Hermine (1860) lire en ligne
- L'Amour en voyage (1860)
- Histoire de la littérature des Hindous (1860)
- L'Inde pittoresque (1861)
- Un amour en Laponie (1861) lire en ligne
- Pêle-mêle, nouvelles (1862)
- Frantz Müller [avec Auguste de Châtillon] suivi du Rouet d'or et de Axel (1862) lire en ligne
- La Rose blanche. Inès. Une larme, ou Petite pluie abat grand vent (1863)
- En province (1863)
- La Méditerranée, ses îles et ses bords (1863)
- Le Mariage impromptu, comédie (1863)
- Olga (1864)
- Irène. Un mariage impromptu (1865)
- Le Roman d'une veuve (1867)
- L'Amérique centrale et méridionale (1867) Texte en ligne
- Un drame intime (1867)
- La Pupille de la Légion d'honneur (2 volumes, 1869)
- Paris brûlé par la Commune (1871)
- Histoire d'une femme (1872)
- Les Perles noires (1872)
- Le Secret de la confession (1872)
- Stella (1873)
- La Destinée (1873)
- Le Baptême du sang (2 volumes, 1873)
- La Vie à deux. Les Malheurs de Rosette. Les Aventures de Madeleine. La Race maudite (1874)
- Londres, illustré par Gustave Doré (1876)
- Les Arts industriels : Vienne, Londres, Paris (1877)
- La Circassienne (2 volumes, 1877)
- La Veuve (1877)
- Les Beaux-Arts à l'Exposition universelle de 1878 (1878)
- Le Chien du capitaine. Trop curieux. Les Roses du docteur. Le Mont Saint-Michel (1880)
- Guide du Salon (3 volumes, 1880-1882)
- Paris-Salon (2 volumes, 1881-1883)
- Cordoval (en feuilleton dans Le Figaro à l'été 1882, publié en novembre 1882 chez Hachette)
- Les Diamants de la couronne (1884)
- Histoire d'amour (1884)
- Le Châtiment (1887)
- Valneige (1887)
- Après la mort. L'Enfer d'après des doctrines danoises et anglaises (1888)
- Le Château des anges (1889)
- Le Sacrifice (1890)
- Tragiques amours (1891)
- Le Mirage (1892)
- Jours d'épreuves (1894)
- La Tresse bleue. Aimée. La Chandelle romaine. Le Noël des oiseaux. Le Carnaval arlésien. Une rose au cap Nord. Un gentilhomme (1896)
- Pour un ! (1897)
- Le Rachat d'une âme (1897), prix Juteau-Duvigneaux de l’Académie française en 1898
- Myrto (1898)
- Hôtel Ritz, place Vendôme 15, Paris (1899)
- Un drame au Marais (1899)

Traductions
- Johann Wolfgang von Goethe : Werther (1855)
- Harriet Beecher Stowe : La Case de l'oncle Tom, ou Vie des nègres en Amérique (1859)